# Каргапольцев, Василий Иванович
Василий Иванович Каргапольцев (1906—1978) — советский хозяйственный и политический деятель, председатель исполнительного комитета Петрозаводского городского Совета народных депутатов (1951—1953).

## Биография
С 1925 г. работал мастером ремесленного училища.
С 1931 г. вступил в ВКП(б), пропагандист инструктор Кирилловского райкома партии.
С 1938 г. — третий, затем второй секретарь Кирилловского райкома партии (Вологодская область).
В 1940 г. окончил Высшую школу партийных организаторов ЦК ВКП(б), направлен секретарем Яскинского райкома КП(б) Карело-Финской ССР.
В 1941 г. — секретарь партбюро завода «Русский дизель» в Ленинграде.
В 1942 г. — заведующий отделом целлюлозно-бумажной промышленности Карело-Финской ССР, заместитель заведующего оргинструкторским отделом ЦК КП(б) КФССР.
С 1945 г. — первый секретарь Сортавальского горкома КП(б) КФССР.
С 1948 г. — заместитель заведующего отдела партийных, профсоюзных и комсомольских органов ЦК КП(б) Карело-Финской ССР.
С 1950 по 1951 гг. — второй секретарь Петрозаводского городского комитета КП(б) КФССР. Избирался депутатом Верховного Совета КФССР второго и третьего созывов, Петрозаводского и Сортавальского городских советов.
С 1951 г. — председатель исполкома Петрозаводского городского совета народных депутатов.
С 1953 г. по 4 июля 1960 г. — заведующий инструкторским отделом, референт Совета Министров КФССР (с 1956 г. — Карельской АССР).
Депутат ВС КФССР второго и третьего созывов, член Президиума Верховного Совета Карело-Финской ССР, депутат Сортавальского и Петрозаводского городских советов.

## Награды
- Орден Знак Почёта[4].